# Villa Madama

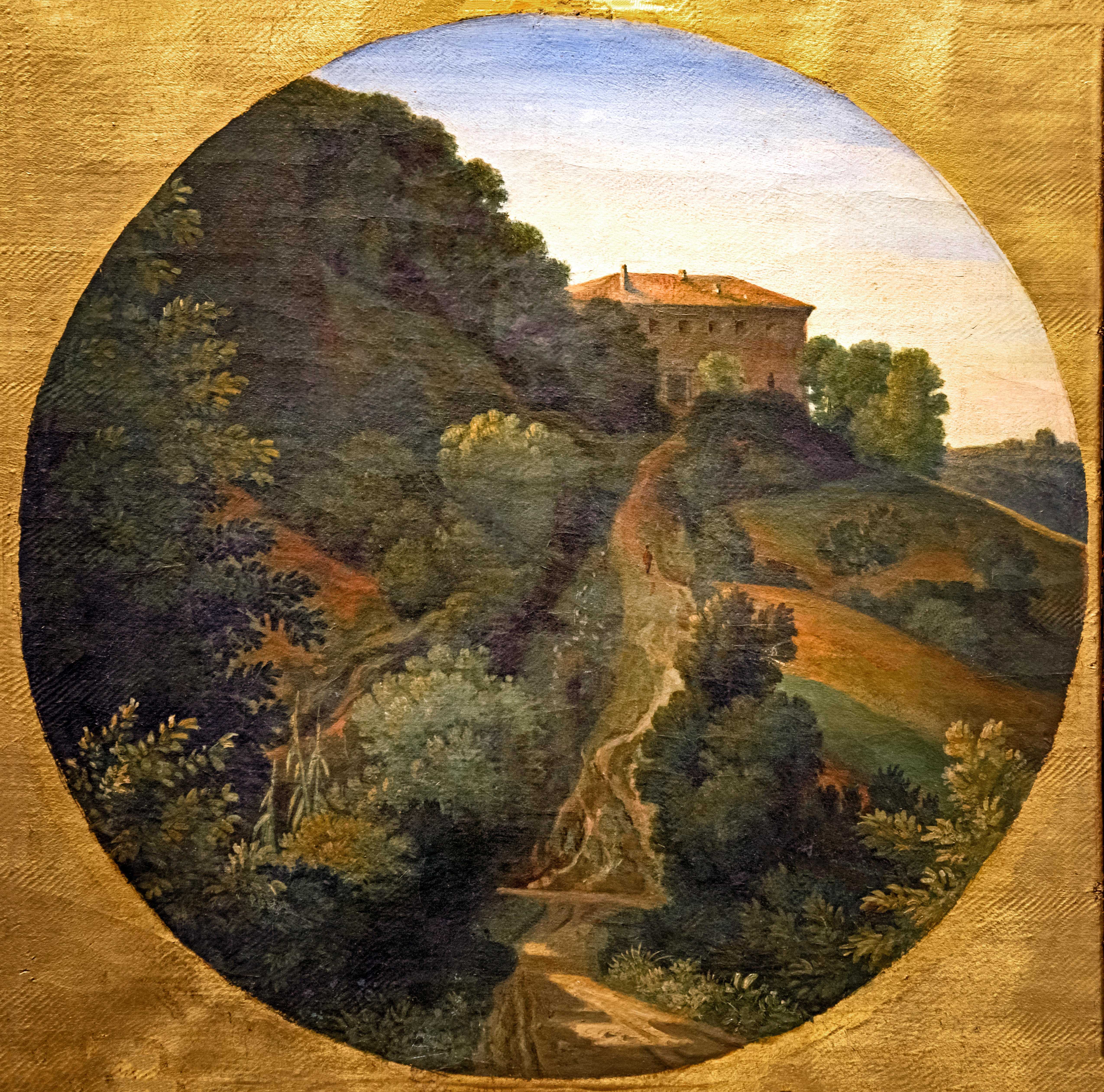
Monte Mario, Roma.

La villa Madama es un palacio de recreo, caracterizada con sus correspondientes jardines, situado sobre la colina del monte Mario de Roma. 
Fue mandado a construir por el cardenal Giulio de Medici (futuro papa Clemente VII) y diseñado por Rafael Sanzio en 1517. La muerte de este y los avatares políticos posteriores (especialmente el saco de Roma de 1527) motivaron numerosos cambios en el plan inicial.
Al fallecimiento de Clemente VII, la villa pasó a ser propiedad de su pariente Alejandro de Médicis, casado con una hija natural de Carlos V: Madama Margarita (de ahí el nombre de la villa).  

## Historia
Tras la serena perfección del Quattrocento (1400), la arquitectura del Manierismo aparece como su antítesis. Desaparecen la armonía y el orden, y las formas se cargan de tensión y de conflictos. Miguel Ángel introdujo una atmósfera de duda, de conflicto y de tragedia desconocida hasta ese momento en la historia del arte. Parecería que por primera vez el hombre hubiera adquirido conciencia el problema existencial. Y, en efecto, el fenómeno principal de siglo XV es la desintegración del orden cósmico. 
En el Cinquecento (1500), la concepción del espacio sufrió una profunda transformación con esta nueva Arquitectura Manierista: "a la manera de", donde subsistía la idea de una continuidad espacial general, pero lo que era una adición estática de unidades perfectas relativamente independientes, y se transforma en una ceración dinámica de elementos contrastantes. 
El cambio se hace evidente en la planta de Villa Madama, en Roma (1517), proyectada por Rafael Sanzio (1483-1520), discípulo de Bramante. Tres importantes innovaciones hacen de Villa Madama un proyecto realmente revolucionario: el desarrollo deliberado de un nuevo tipo de edificio la "villa suburbana"; una nueva relación activa entre el entorno natural y el entorno creado por el hombre, y una nueva organización dinámica de los espacios interiores. 

## Arquitectura
La planta representa una terma romana. Las termas conformaban un conjunto de piezas limitadas por un muro potente y rematado por torres circulares en los extremos.
Esta villa se organiza en torno a dos ejes Ortogonales que definen las direcciones principales del terreno de la colina del Monte Mario y que se cruzan en el patio:
En el eje transversal, el de acceso, pasa por la entrada del gran edificio, el patio y al final aparece un teatro. Aquí se presenta una opción: puede retornarse a la naturaleza a través del teatro que hay a la izquierda y gozar el panorama desde el belvedere situado a la derecha, o bien seguir el eje de un largo parterre que, a través de una loggia abierta, se mantiene en activo contacto con el edificio. Así, el espacio simbólico y estático de la arquitectura del Renacimiento se transforma en una conquista dinámica del ambiente, y es posible porque esta serie de jardines está relacionada con el edificio a lo largo del eje principal descendente.
Siguiendo el eje longitudinal, se comienza por un patio organizado con muros a la romana. Luego este da paso a un gran graderío por el que se accede a la siguiente sala, menor, enmarcada por pilares y columnas; y luego, a partir de un acceso menor, se da paso a la sala central del edificio: el patio circular, articulado con columnas jónicas. Todo está ejecutado en ladrillo. Siguiendo con el eje, después del patio central se encuentra el salón de celebraciones, que se corresponde con lo que sería el tepidarium en las termas romanas. Este gran salón es rectangular y está articulado con tres grandes módulos: el central está cubierto con una cúpula, cubierta por fuera con un tejado; los módulos laterales se encuentran cubiertos con bóvedas de arista. 
En los ángulos de los cuadrados en planta aparecen los pilares de gran potencia sobre los que se desarrollan las bóvedas. Los lados menores del rectángulo y el lado contiguo del módulo que corresponde al cuadrado se desarrollan con exedras semicirculares. A su salida se encuentra el jardín renacentista obra de los tres arquitectos a quienes se les debe distintas partes del maravilloso jardín, bajo el cual no podía faltar la "gruta a ninfeo".
La fachada también es una réplica de las termas. 
La nueva interpretación de los problemas espaciales que se encuentra en Villa Madama, así como en otras obras de los sucesores de Bramante, fue acompañada por una transformación radical de la articulación plástica. Esta ya no se usaba sólo para visualizar las relaciones estereométricas, sino que se convertía en un medio para expresar multitud de "caracteres" implicados en relaciones y conflictos recíprocos. Esto fue posible mediante la reintroducción de los órdenes clásicos, utilizados por lo común juntamente con el almohadillado simbólico para ilustrar la relación problemática entre el hombre y la naturaleza. 
Se retorna así a la dimensión psicológica descubierta en la Grecia clásica, y a la afirmación de la existencia de fuerzas naturales y de lugares individuales. El arte del siglo XVI reclama otro tipo de participación humana. Más que una imagen ideal, el arte pasa a ser el objeto de una experiencia psicológica y es utilizado para expresar la situación existencial del hombre. En este sentido, el Cinquecento inició el enfoque moderno de la vida y el arte, y no es difícil captar el profundo contenido humano de las mejores obras de este período.
En cuanto a la decoración, las paredes de la villa interpretan estucos de gran calidad. En los colores de las pinturas predomina el azul de lapislázuli y el rojo pompeyano.
El proyecto original también contaba con construcciones de diversos usos en los laterales de la villa como un hipódromo y baños, aunque muchas cosas no llegan a construirse.
La Villa Madama está muy influenciada por el ambiente interior del palacio de Nerón, la Domus Aurea. Es la más importante que se realiza en la Roma de este periodo y a partir de la cual saldrán otras muchas villas. Actualmente esta villa la usa el Ministerio de Exteriores como residencia de las visitas oficiales a Italia.

## La concepción del espacio
La arquitectura manierista se basa en el concepto renacentista de espacio homogéneo, pero en cierto sentido le contradice.
En tanto que el siglo XV subrayó el aspecto de orden estático, isotrópico, el siglo XVI desarrolló la posibilidad de sucesión espacial dinámica, diferenciada dentro de la extensión general del espacio se determinaron lugares y ambientes cualitativamente diferentes, en interacción. En otras palabras, el espacio fue concebido como un medio de expresión directa y pasó a ser un objeto de experiencia emocional. El factor constitutivo básico de la arquitectura manierista es, en efecto, la fenomenización del espacio simbólico abstracto. El espacio recuperó así su carácter fenoménico total y fue interpretado en términos de lugares individuales. En cierto sentido, esto significa un resurgimiento de la interpretación griega de la realidad, pero las experiencias de la Edad Media y del Renacimiento no fueron olvidadas y el concepto de lugar se combinó con la idea de una continuidad ambiental. La concepción manierista del espacio se concretó de modos característicos. En relación con el paisaje y el asentamiento determinó una apertura del baluarte cerrado, que hasta entonces había representado la imagen básica del hábitat humano.
En la villa se estableció un contacto directo entre la vivienda y el paisaje mediante ejes que, en algunos casos, no llevaban a ninguna meta específica, sino que indicaban un nuevo concepto de extensión. En el plan de Sixto V para Roma se recurrió a ejes para relacionar los nodos urbanos y para transforman la ciudad en un "'sistema dinámico".

## Paisaje y asentamiento
Durante muchos siglos el hombre había concentrado su atención en los aspectos cósmicos de la naturaleza, y los asentamientos humanos representaban una imagen ideal más que una interacción con las fuerzas naturales del lugar. El jardín del Renacimiento primitivo conservaba aún su carácter medieval de hortus conclusus, pero había asumido formas geométricas que expresaban el concepto de una 'naturaleza ideal" y constituía, en consecuencia, el complemento de la "ciudad ideal" de la época.
Durante el siglo XVI, este concepto de perfección estática fue reemplazado por la idea de un mundo fantástico y misterioso consistente en una diversidad de lugares. "La idea de naturaleza regular' fue reemplazada ahora por la de naturaleza caprichosa llena de imprevistos y de 'invenciones'. El tema del jardín como lugar fantástico y maravilloso acaso hasta mágico y encantado, llevó a eliminar el límite de los recintos y a transaccionar el jardín en un conjunto de lugares diferentes, diversamente caracterizados conforme con los sentimientos humanos.
En varias de las villas del siglo XVI comienzan a delinearse características fundamentales que serían de esencial importancia para la evaluación del tema: el jardín decorativo que consta de "parterres florales' extensión de las funciones de la morada en el "bosquecillo" constituido por setos otros elementos "domados" de la naturaleza, y la introducción de la naturaleza libre con el "jardín selvático".
Por lo general, la "villa suburbana" está situada donde se encuentran mundo público de la ciudad y el mundo natural del jardín y el paisaje.  Así el país privado cerrado se transforma en un vínculo espacial activo entre las zonas primarias. 
En 1585, el papa Sixto V inició un plan grandioso para la transformación urbana de Roma. La idea fundamental del plan en la de unir los principales centros religiosos de la ciudad mediante amplias calles restantes. Las intersecciones principales se marcan mediante obeliscos que, además de introducir un acento vertical, servían como para el cambio de dirección de las calles. 
Sixto V incorporó las columnas romanas de Trajano y de Marco Aurelio a su plan, coronándolas con las estatuas de San Pedro y de San Pablo. Asimismo, se integra, el plan fragmentos de planes precedentes como el tridente de la Plaza del Pueblo de la que nacen tres calles que unen la puerta principal de la ciudad con diferentes distritos urbanos. Las nuevas calles proyectadas por Sixto V estructuraron también las grandes superficies abandonadas entre la ciudad medieval y el muro Aureliano. En conjunto, el plan confirió nueva coherencia a la ciudad. Los nodos aislados del pasado quedaron unidos formando una red que expresa el papel del elemento individual como parte de un sistema religioso general. 
El plan de Sixto V convirtió a Roma en el prototipo de la unidad básica de la arquitectura barroca del siglo siguiente: la ciudad capital. A toda el área urbana de Roma se le otorgó un valor ideológico que la convirtió en una auténtica "ciudad santa'. Mientras que las ciudades medievales y renacentistas eran mundos relativamente cerrados y estáticos, la nueva capital se convirtió en el centro de fuerzas que se prolongaban mucho más allá de sus límites. 
Los ejemplos ilustran la voluntad general de transformar el espacio exterior en algo expresivo y dinámico, así como la gradual integración de elementos activos aislados en un sistema coherente. Esto implica que el espacio entre los edificios se convierte en el verdadero elemento constitutivo de la totalidad urbana. El nuevo concepto estaba potencialmente presente en el espacio homogéneo de la arquitectura del Renacimiento: Fue puesto en ejecución en el plan de Rossetti para Ferrara e interpretado dinámicamente en el plan de Sixto V para Roma.
Sin embargo, el movimiento es aún algo esquemático y carece de esa cualidad orgánica palpitante que se halla en la planificación de la época barroca. El espacio manierista se caracteriza por un simple movimiento dirigido en profundidad, como lo demuestra el Palacio de los Oficios de Vasari (1560).